# 春日由衣
春日 由衣（かすが ゆい、1992年6月9日 - ）は、日本のAV女優。
趣味・特技:カラオケ、料理。

## 略歴・人物
- 2012年4月にAVデビュー。
- タレントでモデルの菜々緒に似ていると言われている。

## 出演作品

### アダルトDVD
2012年
- 新人 春日由衣（4月16日、マキシング）※デビュー作
- 恥ずかしがるエログラマラス（5月16日、マキシング）
- 強制イカセ洗礼（6月16日、マキシング）
- 小男×春日由衣 〜身長差20センチの濃厚な性交〜（7月16日、マキシング）
- 初中出し×催眠×媚薬乱交（8月16日、マキシング）
- 競泳水着レイプ アイドルスイマーの末路（10月7日、アタッカーズ）
- 妹の哀しき性奉仕（11月7日、アタッカーズ）
- 女捜査官、堕ちるまで…（12月7日、アタッカーズ）

2013年
- 春日由衣 the BEST（1月16日、マキシング）※総集編
- オイルマッサージにハマった貞淑な若妻は旦那の知らない所で絶叫し何度もイキまくる（2月7日、ヒビノ）
- 地方発美乳娘 宮城県・仙台編（2月8日、S級素人）他出演:舞咲みくに、永井優奈、由良真央
- 極・縛馬 其の八（3月12日、マッド）
- バレないように彼女の親友とこっそりヤル! 7（3月23日、AKNR）他出演:元山はるか、芦名ユリア、篠田ゆう
- 人間観察ドキュメント Q＆A 12 検証 ネットで話題の個人レッスン出張サービス。を、行っている美人講師を、強引にヤる。 5人検証の、4時間。（4月2日、プレステージ）他出演:野宮さとみ、葛木りむ、瑞乃ありさ、岡崎あゆみ
- 学園爆乳輪姦中出し 一騎通姦（4月25日、CMP）他出演:綾瀬れん、七色さやか
- 絶対に手を出してはいけない相手を夜這いしちゃった俺 6（5月9日、AKNR）他出演:上原亜衣、このは、AIKA
- 着衣風呂（5月23日、稀有）他出演:篠田ゆう、このは、元山はるか、湊莉久
- 若妻 奴隷撫子（6月7日、ドリームチケット）
- 舞ワイフ ～セレブ倶楽部～ 51（6月20日、AROUND）他出演:藤北彩香(青木美波)
- 俺の彼女を輪姦して撮影して下さい（7月5日、クリスタル映像）他出演:仲間智美、藤田梨愛
- 欲求不満の帰国子女が空港から直行する成田初！！噂のオイルマッサージ（7月12日、LEO）他出演:舞咲みくに、雨宮あみ
- 息子の嫁が入浴中なのにうっかり扉を開けてしまった義父（10月24日、AKNR）他出演:湊莉久、高梨あゆみ
- 御茶ノ水OL専門 マッサージ施術院 IV（11月1日、変態紳士倶楽部）他出演:遥めぐみ、春原未来、友田彩也香ほか計5名
- 自ら進んで本番行為を持ちかける美人妻の猥褻アルバイト デリバリー回春エステを盗撮（11月1日、変態紳士倶楽部）他出演:遥めぐみ、春原未来、友田彩也香ほか計5名
- 朝ゴミ出しする近所のノーブラ奥さんとやっちゃった俺（11月9日、AKNR）他出演:綾瀬れん、大石美咲、愛花沙也
- 春日由衣 美乳と長身を誇るグラマラス美女の15本番5時間（11月16日、マキシング）※総集編
- 本番禁止の風俗店で素股を希望しチ●ポにマ●コの入り口をスリスリしてもらっているときに間違ったふりしてナマ挿入！クリトリスを散々刺激されていた風俗嬢はそのままナマチ●ポを受け入れる！！ 2（11月22日、ケイ・エム・プロデュース）他出演:クリスティーン北島、みなみ愛梨、香椎みなみ、知花メイサ

2014年
- 近くに彼氏が居るのに僕を痴女ってくる見知らぬお姉さん（1月9日、AKNR）他出演:大石美咲、綾瀬れん、佐々木恋海（向井恋）、春原未来
- 友達の家に遊びに行ったら、風呂上りで全裸にバスタオル1枚の女子校生の妹とバッタリ遭遇。妹は思わせぶりな視線で誘惑し、やりたい盛りの男が取る行動はただ1つ！Part3（1月24日、ケイ・エム・プロデュース）他出演:香椎みなみ、みづなれい、みなみ愛梨、白石はるか
- 生中出し若妻ナンパ！文京区編（2月14日、S級素人）他出演:水野朝陽、あおい舞、城田るり
- 最高級三ツ星巨乳ホテルコンシェルジュのSEXスイートサービス… 4時間 2（6月13日、ケイ・エム・プロデュース）他出演:本田莉子、芦名ユリア、水野朝陽
- もしも美脚お姉さんが悩殺ムレムレパンストで誘惑してきたら… 2 春日由衣（7月25日、ジャネス）
- 巷で噂のM男専用風俗ビルに潜入。スケベ言葉でカチカチに勃起した僕のチ○ポを寸止め焦らしでイカせてくれるお姉様。本当にヤラせてくれる店はどこだ！！ 春日由衣（7月25日、未来 フューチャー）
- 友人の母親 春日由衣（8月13日、VENUS）
- 由衣ママとのやらしい生活 春日由衣（9月7日、VENUS）
- 過激MAX オゲレツDANCER パンティをおま○こに限界まで喰い込ませ、ビラに貼りついた汗ばむマエバリを見せつけ（9月15日、未来 フューチャー）
- 性感メンズエステ 巨乳痴女エステティシャン 4 春日由衣（10月25日、ジャネス）

### オリジナルDVD
2014年
- リベンジパチンカー亜美（8月20日、ラインコミュニケーションズ） - 女殺し屋 役